# Ann Crumb
Ann Crumb (Charleston, 25 maggio 1950 – Media, 31 ottobre 2019) è stata un'attrice e cantante statunitense, nota soprattutto come interprete di musical a Londra e Broadway.

## Biografia
Figlia del compositore George Crumb, Ann Crumb debuttò a Broadway nel 1987 con la produzione originale di Les Misérables, in cui fece parte dell'ensemble ed era la sostituta di Randy Graff per il ruolo di Fantine; in seguito interpretò lo stesso ruolo anche nel tour statunitense del musical. Nel 1989 debuttò a Londra con il musical di Andrew Lloyd Webber Aspects of Love e nel 1990 cantò di nuovo a Broadway con la prima produzione americana del musical. 
Nel 1992 tornò a recitare a Londra in un concerto del musical Nine alla Royal Albert Hall con Elaine Paige, Jonathan Pryce e Liliane Montevecchi; nello stesso anno recitò a Broadway nel musical tratto da Anna Karenina e per la sua interpretazione nel ruolo dell'infelice protagonista venne candidata al Tony Award alla miglior attrice protagonista in un musical.
Recitò anche in altri musical, tra cui Evita (Whichita, 1984), Chess (Carnagie Hall, 1989), Man on La Mancha (tour, 1995) e Sunset Boulevard (Denver, 2010).
Ann Crumb è morta di cancro alle ovaie nel 2019 all'età di sessantanove anni.